# Birmingham-Jefferson Convention Complex
Birmingham-Jefferson Convention Complex, tidigare Birmingham-Jefferson Civic Center, är en konferensanläggning i den amerikanska staden Birmingham i Alabama och byggdes 1976. Anläggningen består bland annat av inomhusarenan Legacy Arena (tidigare BJCC Coliseum och BJCC Arena), konferenslokaler, salar för baler och banketter, teater och utställningshallar. En fjärde plats, en amerikansk fotbollsstadion som kallas Protective Stadium, är planerad att öppnas 2021.
Ishockeylagen Birmingham Bulls (WHA & CHL), Birmingham Bulls (ECHL) och Birmingham South Stars (CHL) har alla haft BJCC Coliseum/BJCC Arena som sin hemmaarena. UAB Blazers, som representerar University of Alabama i Birmingham i NCAA Division I-sporter, spelade hemmabasket för män på BJCC Coliseum från 1978 till 1988. Blazers amerikanska fotbollslag är planerat att flytta till Protective Stadium när det öppnar 2021.